# Papp Árpád Búvópatak-díj

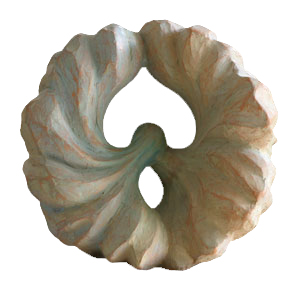
A 2004-2010 között kiosztott alkotás (Gera Katalin munkája)

A Papp Árpád Búvópatak-díj a Búvópatak polgári kulturális és társadalmi havilapot kiadó Búvópatak Alapítvány kuratóriuma által, 2003-ban alapított (eredetileg Búvópatak-díj néven) díj.

## A díj története
A Búvópatak polgári kulturális és társadalmi havilapot kiadó Búvópatak Alapítvány kuratóriuma 2003. november 21-i ülésén döntött arról, hogy díjat alapít Búvópatak-díj néven. 2011. július 6-i ülésén a grémium úgy határozott, hogy a díj nevét megváltoztatja, és a 2010. augusztus 10-én elhunyt munkatársáról nevezi el. A díj névadója így Papp Árpád költő, műfordító, irodalomtörténész, Kaposvár díszpolgára lett, akinek életművét és életét példaértékűnek véli a kuratórium. Bár mesterségét magas fokon űzte, életében semmilyen jelentős szakmai elismerésben nem részesült, ezért némi igazságtételnek is szánta az alapítvány, hogy róla nevezzen el egy szakmai díjat.

## A díjazás
A díjjal azon természetes és jogi személyek, valamint jogi személyiség nélküli társaságok, öntevékeny csoportok, polgári körök munkássága kerül évente elismerésre, akik kiemelkedő tevékenységükkel vagy adományaikkal segítették az alapítvány munkáját, illetve tevékenységükkel a magyar kultúra és tudomány terén kimagasló érdemeket szereztek.
A díj odaítéléséről minden évben a Búvópatak Alapítvány kuratóriuma dönt, a díjat a kuratórium elnöke – ha jelen van, akkor Papp Árpád özvegyével vagy fiával együtt – ünnepélyes keretek között adja át az általában augusztus hónapban megtartott Búvópatak-esten.
Évente általában egy, kivételesen kettő díj kerül kiosztásra.
A díjazott személyére javaslatot tehetnek:
- a kuratórium tagjai,
- az alapítók, valamint
- bármely természetes és jogi személy.

A díjra vonatkozó javaslatot rövid indokolással minden év június 30-ig kell írásban eljuttatni a kuratórium elnökének. A díj adományozására vonatkozó felhívást a Búvópatak honlapján (www.buvopatak.hu) teszi közzé a kuratórium.

## A díj odaítélése
A Búvópatak-díjban részesülők oklevelet és egy emlékszobrot kaptak, Gera Katalin szobrászművész alkotását. Az emlékszobor egy 100 mm átmérőjű, bronzból készült kisplasztikai alkotás volt, melynek talapzata 150 mm magas, 50 mm átmérőjű fehér márványból készült henger.
2011. évtől a kitüntetett az adományozást igazoló oklevélen kívül emlékérmet kap, mely ugyancsak Gera Katalin szobrászművész alkotása. Az emlékérem kör alakú, átmérője 9,5 cm, vastagsága 4–6 mm, anyaga bronz, első oldalán Papp Árpád plasztikus, mintázott portréja látható a következő felirattal: „Papp Árpád Búvópatak-díj”. Az emlékérem hátoldalán a díjazott neve és az évszám található vésett, gravírozott betűkkel.

## Díjazottak
2004–2010 között a díjazottak Búvópatak díjat kaptak. A Papp Árpád Búvópatak-díj első ízben 2011-ben került kiosztásra.

### Búvópatak-díjban részesültek
- 2004 – a kaposvári Honvéd Polgári Kör[1]
- 2005 – Varga Gabriella újságíró[2]
- 2006 – Szita Károly Kaposvár polgármestere[3]
- 2007 – Tamásné Horváth Katalin tanár[4]
- 2008 – prof. dr. Gyurkovits Kálmán gyermektüdőgyógyász[5]
- 2009 – Ruzsinszky Klementina és Lengyák András[6]
- 2010 – Németh István Péter költő, műfordító[7]

### Papp Árpád Búvópatak-díjban részesültek
- 2011 – Matyikó Sebestyén József költő, muzeológus és Baán Tibor költő, kritikus
- 2012 – Hegyi Béla író, esszéista[8]
- 2013 – posztumusz díjat kapott Béri Géza költő, novellista, 1956-os forradalmár[9]
- 2014 – Oberfrank Pál színművész, a Veszprémi Petőfi Színház igazgatója[10]
- 2015 – Kaiser László költő, műfordító és a Hungarovox Kiadó
- 2016 – nem került átadásra
- 2017 – Két díj került kiadásra: az egyiket Elisabeth Bérczy Bernström író és dr. Bérczy József költő, műfordító, a másikat dr. Szutrély Péter író, orvos kapta
- 2018 – Cserna Csaba mérnök, előadóművész, publicista
- 2019 – Ország László képzőművész, tanár
- 2020 – Lukáts János író, költő, műfordító
- 2021 – Tusnády László költő, műfordító, az irodalom tudományok kandidátusa